# جرف السفياني (السدة)

تعديل مصدري - تعديل

جرف السفياني هي إحدى قرى عزلة الزعلاء بمديرية السدة التابعة لمحافظة إب، بلغ تعداد سكانها 561 نسمة حسب تعداد اليمن لعام 2004.